# Прагъян
Прагъян (Pragyan, в переводе с санскрита प्रज्ञान праджняна буквально означает «прознание», то есть «исследование, выведывание, познание») — луноход индийских лунных разведывательных миссий «Чандраян-2» и «Чандраян-3». Это роботизированное транспортное средство на шести колесах.
Основная задача лунохода — анализ химического и минералогического состава лунного грунта и горных пород в районе места посадки. Как и в ходе посадки, связь с аппаратом поддерживалась через орбитальные модули «Чандраян-2» и «Чандраян-3». За собой аппарат будет оставлять полосы с «автографом»: на всех шести колесах ровера оттиснут логотип и эмблема ISRO (Индийской организации космических исследований). Посадку специально рассчитывали так, чтобы она совпала с началом лунного дня — он на Луне длится около двух недель. Таким образом у посадочного модуля и лунохода будет 14 дней солнечного света для зарядки своих батарей. Одна из основных целей «Чандраян-3» — поиск воды, есть версия, что лед мог сохраниться в огромных кратерах в районе южного полюса, которые постоянно находятся в тени.

## Характеристики лунохода и научные приборы
Характеристики:
- Вес: 26 кг
- Размер: 0,9 × 0,75 × 0,85 м
- Мощность: 50 Вт
- Скорость: 1 см/с (36 м/ч)
- Запланированная продолжительность работы: около одного лунного дня (~14 земных суток)

На луноходе установлены два прибора:
- рентгеновский спектрометр APXS, предназначенный для изучения элементного состава реголита и камней вокруг места посадки
- лазерный спектроскоп LIBS, использующийся для определения химического и минералогического состава газов, выделяющихся при воздействии лазера на поверхностные породы[2].

## Прагъян в миссии Чандраян-2
22 июля 2019 была запущена миссия «Чандраян-2», в ходе которой планировалось изучить поверхность возле южного полюса Луны. Луноход «Прагъян» был третьим компонентом миссии, включающей также орбитальный модуль и посадочный модуль «Викрам». Ожидалось, что рассчитанный на работу в течение одного лунного дня (около 14 земных суток), луноход будет двигаться со скоростью один сантиметр в секунду (36 м/ч) и преодолеет в общей сложности полкилометра. Однако, первый «Прагъян» разбился в результате неудачной мягкой посадки на Луну посадочного модуля «Викрам» 6 сентября 2019 года.

## Прагъян в миссии Чандраян-3
14 июля 2023 года Индия запустила новый исследовательский зонд «Чандраян-3» также с луноходом «Прагъян» на борту. По конструкции и характеристикам второй луноход «Прагъян» полностью аналогичен первому «Прагъяну» в прошлой миссии. 
23 августа 2023 года успешно состоялась мягкая посадка миссии «Чандраян-3» с луноходом «Прагъян» на борту  в области Южного полюса Луны.
24 августа 2023 года луноход «Прагъян» спустился с посадочной платформы на поверхность Луны. Спуск прошел успешно, двухнедельное исследование естественного спутника началось. Индийская организация космических исследований (ISRO) опубликовала кадры, запечатлевшие исторический момент спуска, примерно днем позже.
29 августа 2023 года луноход «Прагъян» подтвердил наличие на спутнике Земли серы, также в лунном грунте были выявлены сера и ряд металлов – железо, кальций, хром и другие, их удалось обнаружить при помощи лазерного спектрометра.
Луноход «Прагъян» успешно выполнил все поставленные задачи и готовится к лунной ночи. 2 сентября 2023 года луноход был переведен в спящий режим. Если луноход сможет пережить лунную ночь, то, как ожидается, 22 сентября 2023 года он возобновит работу на поверхности Луны. Луноход не смог пережить лунную ночь и на связь больше не вышел. 
Пройденное на Луне расстояние составило 101,4 метров.